# Chiesa di Santa Maria Assunta (Massa)
La chiesa di Santa Maria Assunta, con annesso convento dei Padri Cappuccini, è un edificio di culto cattolico situato in via San Francesco a Massa in Toscana.

## Storia e descrizione

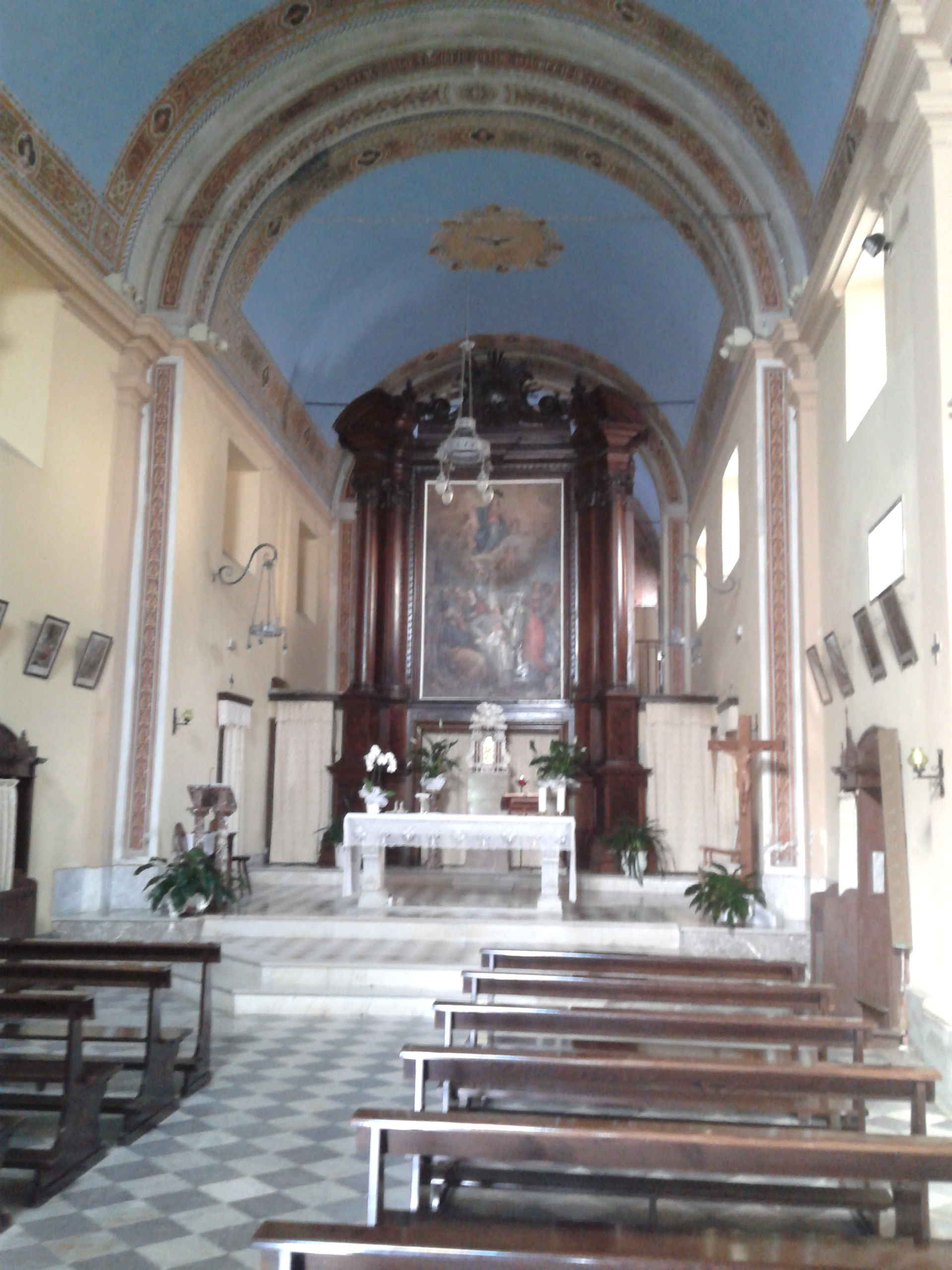
Navata

La prima pietra fu posata il 5 aprile 1604 per volontà del vescovo di Luni-Sarzana Giovanni Battista Salvago, che la consacrò due anni dopo: la rapidità dell'esecuzione fu dovuta anche all'assistenza economica della popolazione massese e del sovrano Alberico I Cybo-Malaspina. 
Nei secoli successivi il complesso godette della fortuna della dinastia: nel 1640 a spese del duca Carlo I Cybo-Malaspina fu eretto l'altare della cappella destra e nel 1696 Carlo II Cybo-Malaspina promosse l'edificazione della sacrestia. Di questo periodo sono le sepolture dei principi Alessandro e Francesco, fratelli di Carlo I.
Nel 1715 viene costruito l'altare maggiore ligneo, cui seguì nel 1751 l'altare della cappella sinistra. Nel 1771 fu sostituito il soffitto a travature lignee con uno a volta.
Fino al 1806 chiesa e convento furono custoditi dai padri cappuccini, quando con le leggi di matrice giacobina della nuova sovrana Elisa Bonaparte l'ordine fu espulso dallo stato. Con la Restaurazione la duchessa Maria Beatrice d'Este richiamò l'ordine, che fu poi protetto anche dal di lei figlio il duca Francesco IV di Modena e che tuttora ha in consegna la chiesa.